# WNBA Peak Performers
WNBA Peak Performers Awards – nagrody przyznawane corocznie przez ligę Women’s National Basketball Association liderkom ligi w punktach, zbiórkach i asystach. Nagrody są przyznawane od inauguracyjnego sezonu ligi. Przyznawano je przez lata w kilku różnych kategoriach statystycznych, aż ustalono, iż będą przynawane w trzech podstawowych: punktach, zbiórkach i asystach. 

## Laureatki Peak Performers Awards
| Rok  |                   | Konferencja Wschodnia Liderka strzelczyń | Zespół       |                    | Konferencja Zachodnia Liderka strzelczyń | Zespół |  | Przyp. |
| 1997 | Andrea Congreaves | Charlotte Sting                          | Zheng Haixia | Los Angeles Sparks |                                          |        |  |        |

| Rok  |                      | Skuteczność rzutów z gry | Zespół          |                   | Skuteczność rzutów wolnych | Zespół |  | Przyp. |
| 1998 | Isabelle Fijalkowski | Cleveland Rockers        | Sandy Brondello | Detroit Shock     |                            |        |  |        |
| 1999 | Murriel Page         | Washington Mystics       | Eva Němcová     | Cleveland Rockers |                            |        |  |        |
| 2000 | Murriel Page (2)     | Washington Mystics       | Jennifer Azzi   | Utah Starzz       |                            |        |  |        |
| 2001 | Latasha Byears       | Los Angeles Sparks       | Jelena Baranowa | Miami Sol         | [ 1 ]                      |        |  |        |

| Rok  |                    | Punkty             | Zespół                 |                    | Zbiórki | Zespół |  | Przyp. |
| 2002 | Chamique Holdsclaw | Washington Mystics | Chamique Holdsclaw     | Washington Mystics |         |        |  |        |
| 2003 | Lauren Jackson     | Seattle Storm      | Chamique Holdsclaw (2) | Washington Mystics |         |        |  |        |
| 2004 | Lauren Jackson (2) | Seattle Storm      | Lisa Leslie            | Los Angeles Sparks |         |        |  |        |
| 2005 | Sheryl Swoopes     | Houston Comets     | Cheryl Ford            | Detroit Shock      |         |        |  |        |
| 2006 | Diana Taurasi      | Phoenix Mercury    | Cheryl Ford (2)        | Detroit Shock      |         |        |  |        |

| Rok  |                      | Punkty             | Zespół             |                    | Zbiórki                  | Zespół                   |       | Asysty | Zespół |  | Przyp. |
| 2007 | Lauren Jackson (3)   | Seattle Storm      | Lauren Jackson     | Seattle Storm      | Becky Hammon             | San Antonio Silver Stars |       |        |        |  |        |
| 2008 | Diana Taurasi (2)    | Phoenix Mercury    | Candace Parker     | Los Angeles Sparks | Lindsay Whalen           | Connecticut Sun          |       |        |        |  |        |
| 2009 | Diana Taurasi (3)    | Phoenix Mercury    | Candace Parker (2) | Los Angeles Sparks | Sue Bird                 | Seattle Storm            |       |        |        |  |        |
| 2010 | Diana Taurasi (4)    | Phoenix Mercury    | Tina Charles       | Connecticut Sun    | Ticha Penicheiro         | Los Angeles Sparks       |       |        |        |  |        |
| 2011 | Diana Taurasi (5)    | Phoenix Mercury    | Tina Charles (2)   | Connecticut Sun    | Lindsay Whalen (2)       | Minnesota Lynx           |       |        |        |  |        |
| 2012 | Angel McCoughtry     | Atlanta Dream      | Tina Charles (3)   | Connecticut Sun    | Lindsay Whalen (3)       | Minnesota Lynx           |       |        |        |  |        |
| 2013 | Angel McCoughtry (2) | Atlanta Dream      | Sylvia Fowles      | Chicago Sky        | Danielle Robinson        | San Antonio Silver Stars |       |        |        |  |        |
| 2014 | Maya Moore           | Minnesota Lynx     | Courtney Paris     | Tulsa Shock        | Diana Taurasi            | Phoenix Mercury          |       |        |        |  |        |
| 2015 | Elena Delle Donne    | Chicago Sky        | Courtney Paris (2) | Tulsa Shock        | Courtney Vandersloot     | Chicago Sky              |       |        |        |  |        |
| 2016 | Tina Charles         | New York Liberty   | Tina Charles (4)   | New York Liberty   | Sue Bird (2)             | Seattle Storm            |       |        |        |  |        |
| 2017 | Brittney Griner      | Phoenix Mercury    | Jonquel Jones      | Connecticut Sun    | Courtney Vandersloot (2) | Chicago Sky              |       |        |        |  |        |
| 2018 | Elizabeth Cambage    | Dallas Wings       | Sylvia Fowles (2)  | Minnesota Lynx     | Courtney Vandersloot (3) | Chicago Sky              | [ 2 ] |        |        |  |        |
| 2019 | Brittney Griner (2)  | Phoenix Mercury    | Jonquel Jones (2)  | Connecticut Sun    | Courtney Vandersloot (4) | Chicago Sky              | [ 3 ] |        |        |  |        |
| 2020 | Arike Ogunbowale     | Dallas Wings       | Candace Parker (3) | Los Angeles Sparks | Courtney Vandersloot (5) | Chicago Sky              | [ 4 ] |        |        |  |        |
| 2021 | Tina Charles (2)     | Washington Mystics | Jonquel Jones (3)  | Connecticut Sun    | Courtney Vandersloot (6) | Chicago Sky              | [ 5 ] |        |        |  |        |
| 2022 | Breanna Stewart      | Seattle Storm      | Sylvia Fowles (3)  | Minnesota Lynx     | Natasha Cloud            | Washington Mystics       | [ 6 ] |        |        |  |        |
| 2023 | Jewell Loyd          | Seattle Storm      | Alyssa Thomas      | Connecticut Sun    | Courtney Vandersloot (7) | New York Liberty         |       |        |        |  |        |
| 2024 | A'ja Wilson          | Las Vegas Aces     | Angel Reese        | Chicago Sky        | Caitlin Clark            | Indiana Fever            |       |        |        |  |        |

- W 1997 Peak Performers Awards trafiły do liderek strzelczyń każdej z konferencji.
- Od 1998 do 2002 Peak Performers Awards otrzymywały zawodniczki, które przewodziły lidze skuteczności rzutów z gry oraz wolnych.
- W 2007, kiedy Lauren Jackson przewodziła w lidze pod względem punktów oraz zbiórek, WNBA przyznała Becky Hammon nagrodę jako liderce w asystach.
- W 2007 WNBA dodała oficjalnie nagrodę dla liderki ligi w asystach do nagród Peak Performers.